# تپه مرز
تپه مرز مربوط به دوران‌های تاریخی پس از اسلام است و در شهرستان درگز، بخش چاپشلو، روستای میاب واقع شده و این اثر در تاریخ ۲۲ مرداد ۱۳۸۴ با شمارهٔ ثبت ۱۳۱۹۰ به‌عنوان یکی از آثار ملی ایران به ثبت رسیده است.